# Diastata paramontana
Diastata paramontana är en tvåvingeart som beskrevs av Timothy M. Cogan 1980. Diastata paramontana ingår i släktet Diastata och familjen sumpskogsflugor.
Artens utbredningsområde är Kamerun. Inga underarter finns listade i Catalogue of Life.